# Fuenlabrada
Fuenlabrada spanyol város Madrid autonóm közösségben. Lakosainak száma 190 790 fő (2024). Fuenlabrada Alcorcón, Leganés, Getafe, Pinto, Parla, Humanes de Madrid, Moraleja de Enmedio és Móstoles községekkel határos.

## Népessége
| Lakosok száma | 178 221 | 192 458 | 194 142 | 197 836 | 198 132 | 195 864 | 194 669 | 193 700 | 189 891 | 190 790 |
|               | 2001    | 2004    | 2007    | 2009    | 2012    | 2014    | 2017    | 2019    | 2022    | 2024    |